# Perperikon

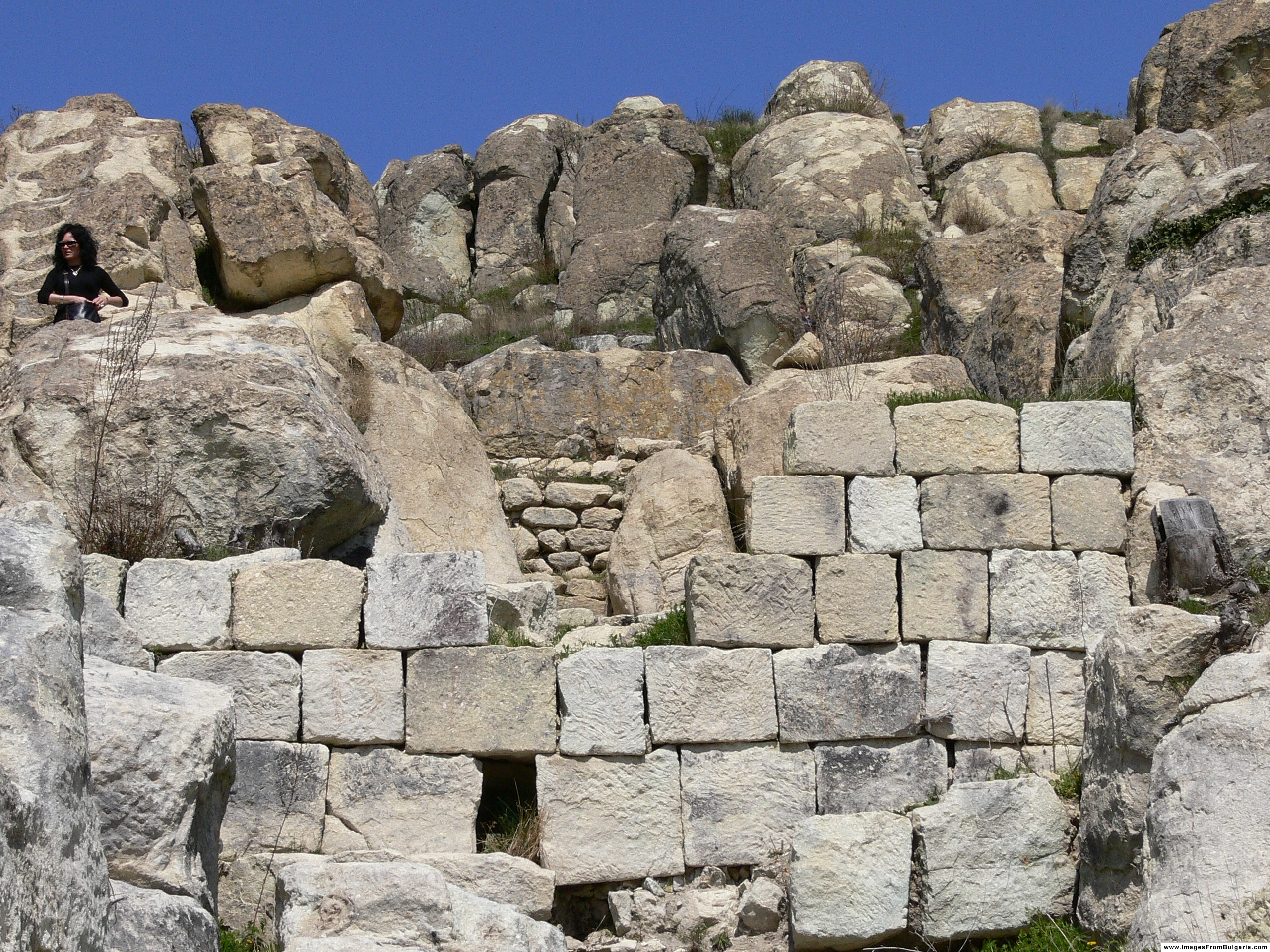

Perperikon (bulharsky Перперикон) je thrácká skalní svatyně v Bulharsku, která se nachází v rodopském pohoří 15 km severovýchodně od města Kardžali. Perperikon byl osídlen již v době neolitu. Následně byl Thráky zvětšen a přeměněn v opevněný komplex svatého skalního města s královským palácem. Toto místo bylo poté využíváno Římany, později Byzantinci, osídleno bylo i ve středověku a v době osmanské nadvlády.

## Starověká historie
První doklady lidské činnosti v Perperikonu máme z období pozdního neolitu. V této době byl Perperikon centrálním kultovním místem celé oblasti. Civilizace, která toto místo obývala, zůstává dodnes záhadou a archeologové ji prozatím nazvali „Civilizace skalních lidí“.
Z doby chalkolitu zaznamenáváme hrubé opracovávání skalního masivu. Mezi nejčastější nálezy z této doby patří střepy kultovní keramiky v jámách vytesaných ve skále.
Na keramice se objevuje motiv doprovázející celou tuto civilizaci, a to slunce s pěti paprsky. Lidé doby kamenné si zvolili toto místo za sídlo svých bohů a zřídili zde orákulum, ke kterému později přibyl také chrám.
V době bronzové kultovní tradice tohoto místa pokračovala a z této doby se nám dobře zachovaly zbytky budov vytesaných ve skále. Následně bylo celé místo velmi rozšířeno a v době od 18. do 12. stol. př. n. l. zažilo velký rozkvět.
Ve 13. stol. př. n. l. byl Perperikon centrem pro zpracování kovů, což dokládají nálezy licích forem pro sekery, tavicích nádob a měchů nalezených při archeologických pracích v roce 2006. Patrně z rané doby železné pochází kulatý kamenný oltář s průměrem téměř dva metry.
Náboženský význam Perperikonu neustále stoupal a přibližně v 6. nebo 5. stol. př. n. l. se stal opevněnou rezidencí krále. Perperikon se také stal kultovním místem orfismu, přičemž někteří bulharští archeologové věří, že Orfeus nebyl jen polomytickou osobou, nýbrž i skutečným vládcem, jehož sídlem mohlo být i Perperikon. Dále zde byly nalezeny také známky provádění rituálů dionýsovského kultu.
Římané nechali Perperikon přestavět, vytesat tří- až čtyřpatrovou pevnost a celý pahorek obehnali masivní zdí.

## Popis naleziště
Perperikon se skládá ze čtyř hlavních částí. První je citadela, tedy akropole na vrcholu kopce, dále palác nacházející se hned pod akropolí, který patrně sloužil také jako chrám a dvě vnější města, či městské části, jedno na severním a druhé na jižním úbočí kopce. Tato dvě města zatím čekají na archeologický průzkum, ale z terénního pozorování jsou vidět ulice a veřejné i náboženské budovy vytesané ve skále.

### Akropole
Akropoli, která byla zbudována již dříve, ale Římany mohutně přestavěna, chránily zdi tlusté osm a půl metru. Celá akropole a základy budov, které na ní stály, byly vyhloubeny ve skalním masivu. Ve východní části akropole byla vytesána budova, která připomíná nejvíce basiliku. Pravděpodobně šlo o pohanský chrám, později přeměněný na křesťanský kostel. Z tohoto chrámu vedlo na západ do srdce akropole sloupoví. Po dalších archeologických pracích byl roku 2005 na akropoli odkryt velký palác, o kterém doposud nikdo nevěděl. Celý palác přibližně s padesáti místnostmi, halami a chodbami zaujímá rozlohu 10 000 m². Výjimečná je především vstupní třicet metrů dlouhá hala a hroby vládců, vytesané ve skále. Palác měl jak prostory určené k reprezentaci – trůnní sál, tak také hospodářské prostory. Tento palác byl pravděpodobně vystavěn již na konci doby bronzové, a tak se nám nabízí srovnání s paláci mykénských vládců.

### Dionýsův chrám
Hned pod akropolí se v severozápadní části Perperikonu nachází palác či chrám, který byl pravděpodobně zasvěcen bohu Dionýsovi. Pravděpodobně nejstarší část paláce - samotný Dionýsův chrám - měl podobu haly bez střechy s oválnou základnou vytesanou do skály. Uprostřed tohoto chrámu stál již zmiňovaný tři metry vysoký kamenný kulatý oltář s průměrem téměř dva metry, kde se patrně odehrávaly zápalné oběti. Tento oválný sál se stal později součástí většího palácového komplexu, který bychom mohli nazvat svatým královským palácem. Thrácký vládce ztělesňoval jak světskou, tak náboženskou autoritu (byl veleknězem), a tak byl patrně starší chrám integrován do královského paláce.

### Další stavby
Dále víme o dalších dvou palácích, které se nacházejí na jižním úpatí hory, avšak doposud nebyly odkryty. Mezi další pozoruhodné objevy na Perperikonu patří velká vodní nádrž vytesaná do skály, která je přibližně šest metrů hluboká, dvanáct metrů dlouhá a šest metrů široká. Kromě této nádrže víme prozatím o dalších dvou.
V pozdní římské době v časech christianizace byl na Perperikonu zřízen kostel a v roce 2005 byla také objevena jedinečná kazatelna z přelomu 4. a 5. stol n. l

## Galerie

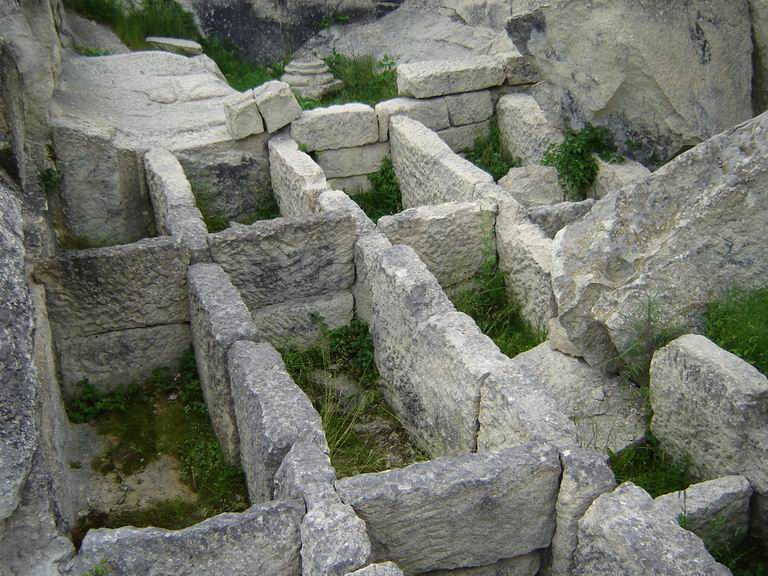
Hrobky vládců Perperikonu
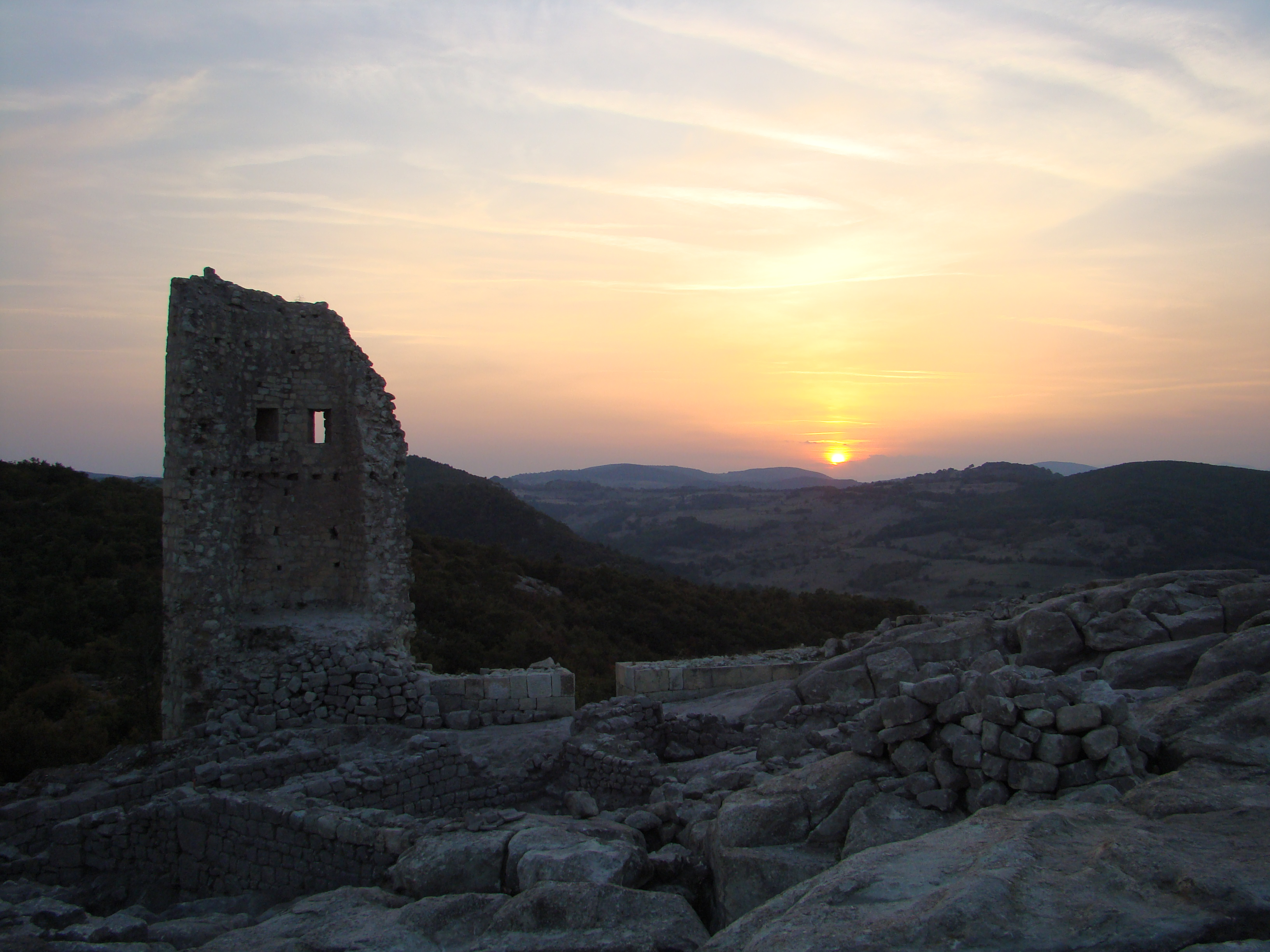
Ruiny starověkého města
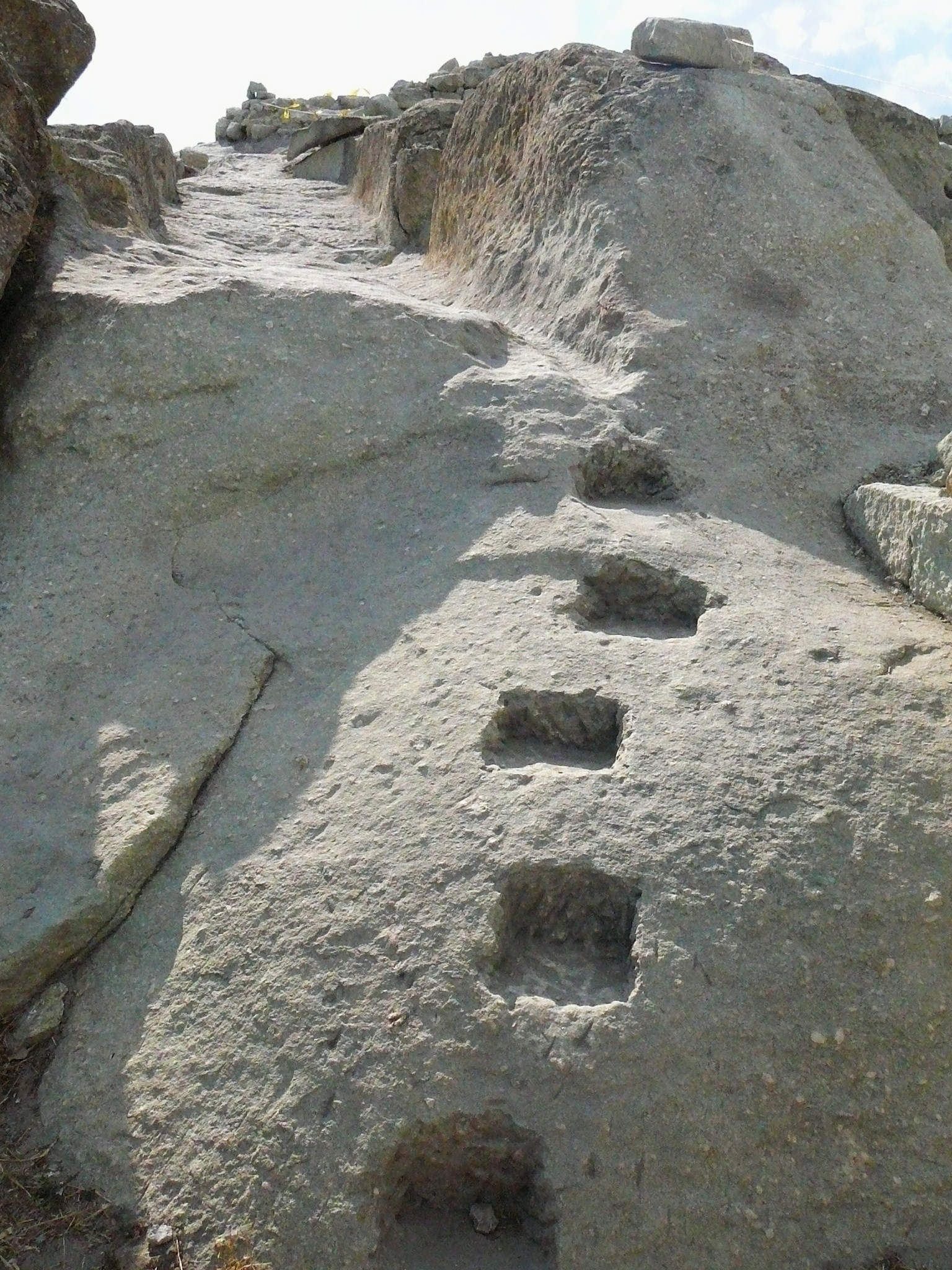
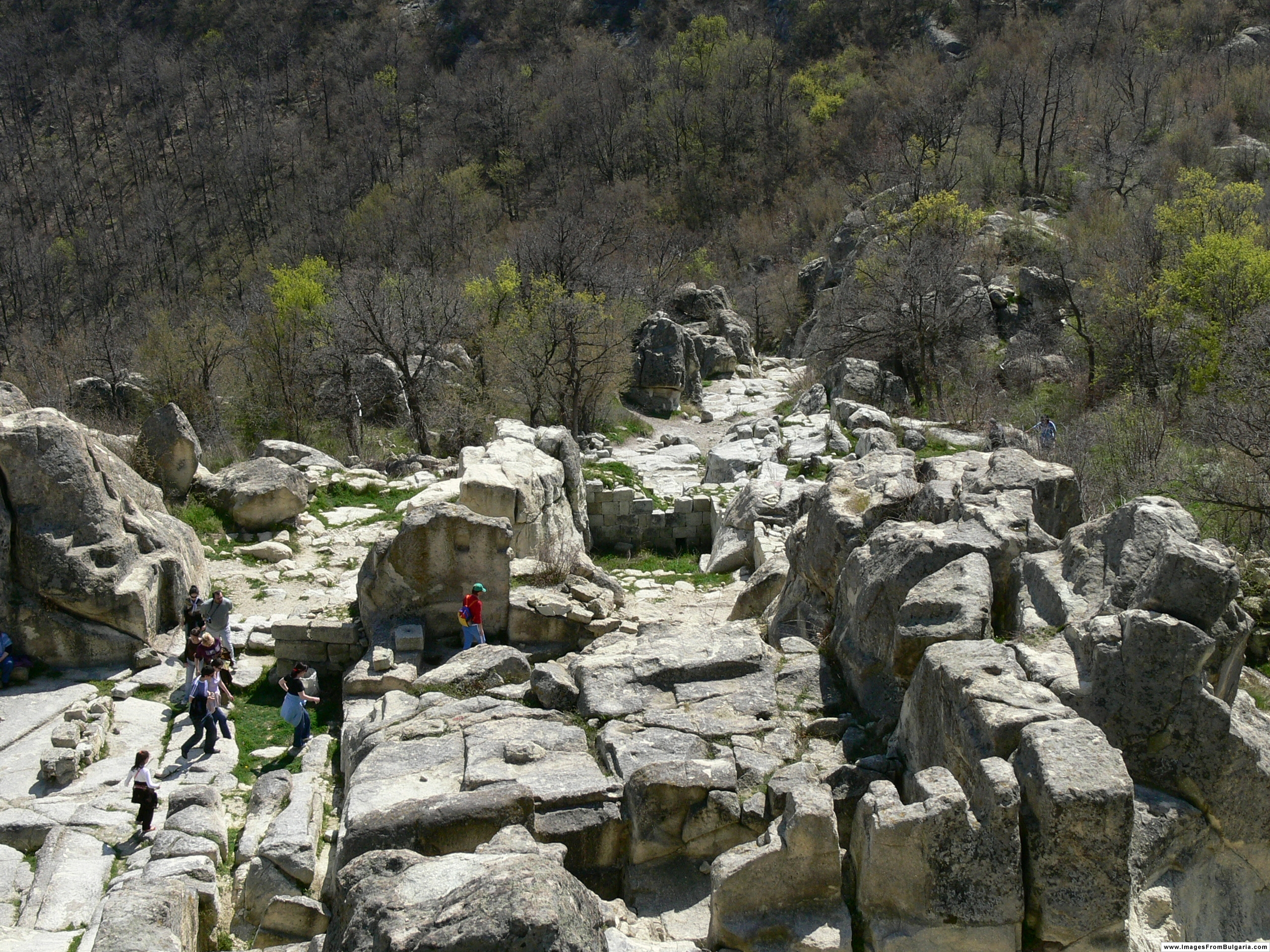
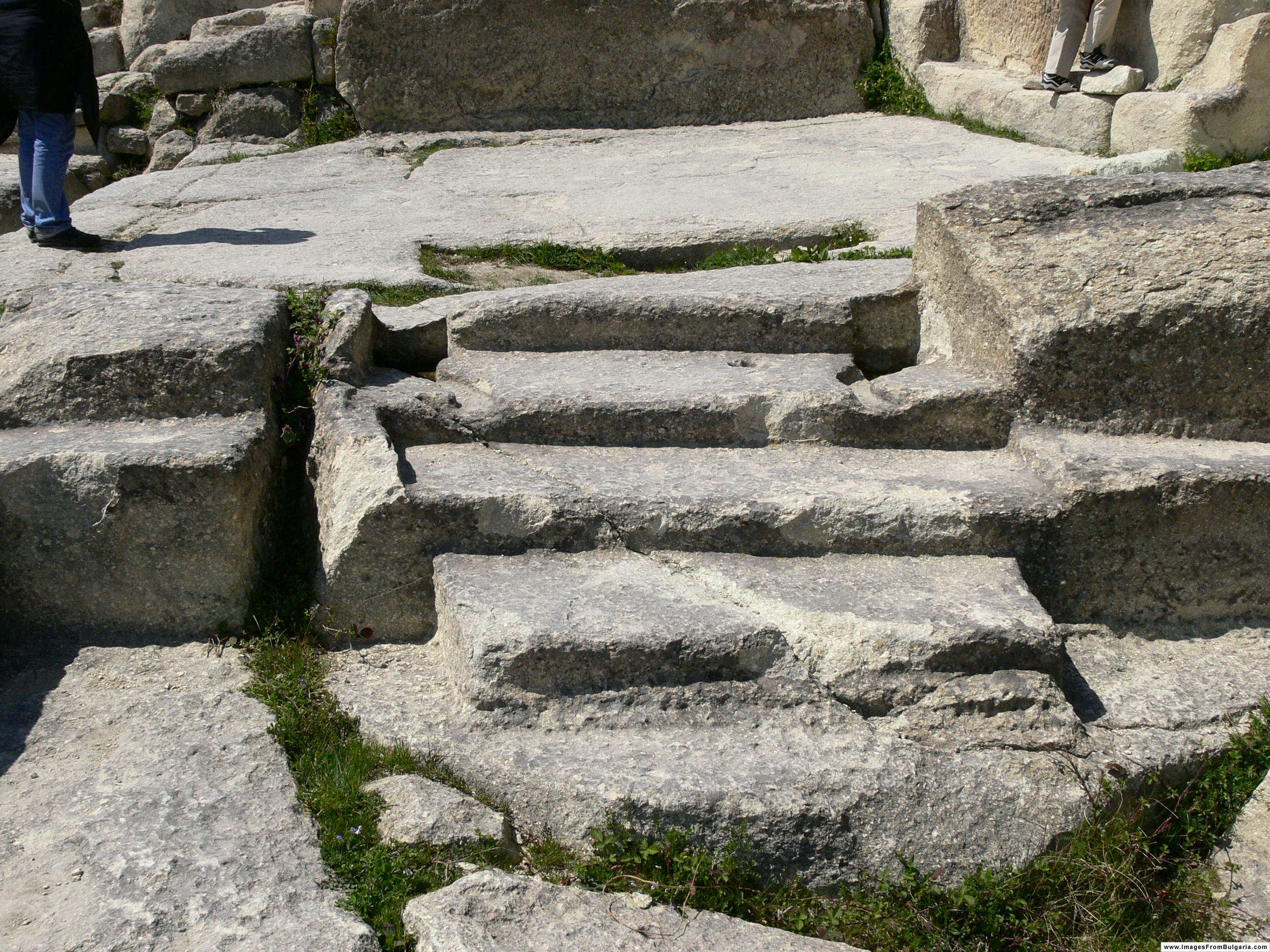
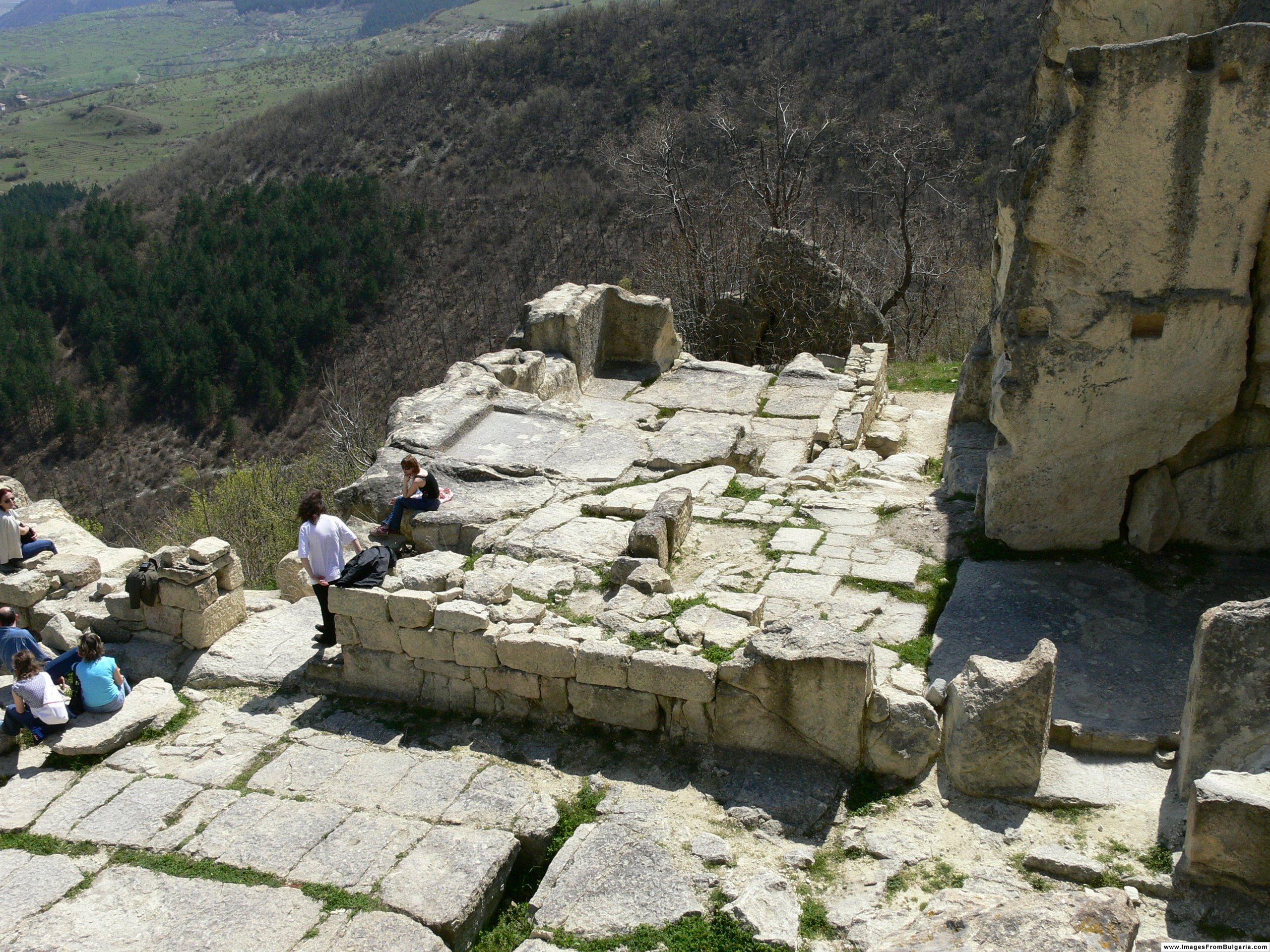
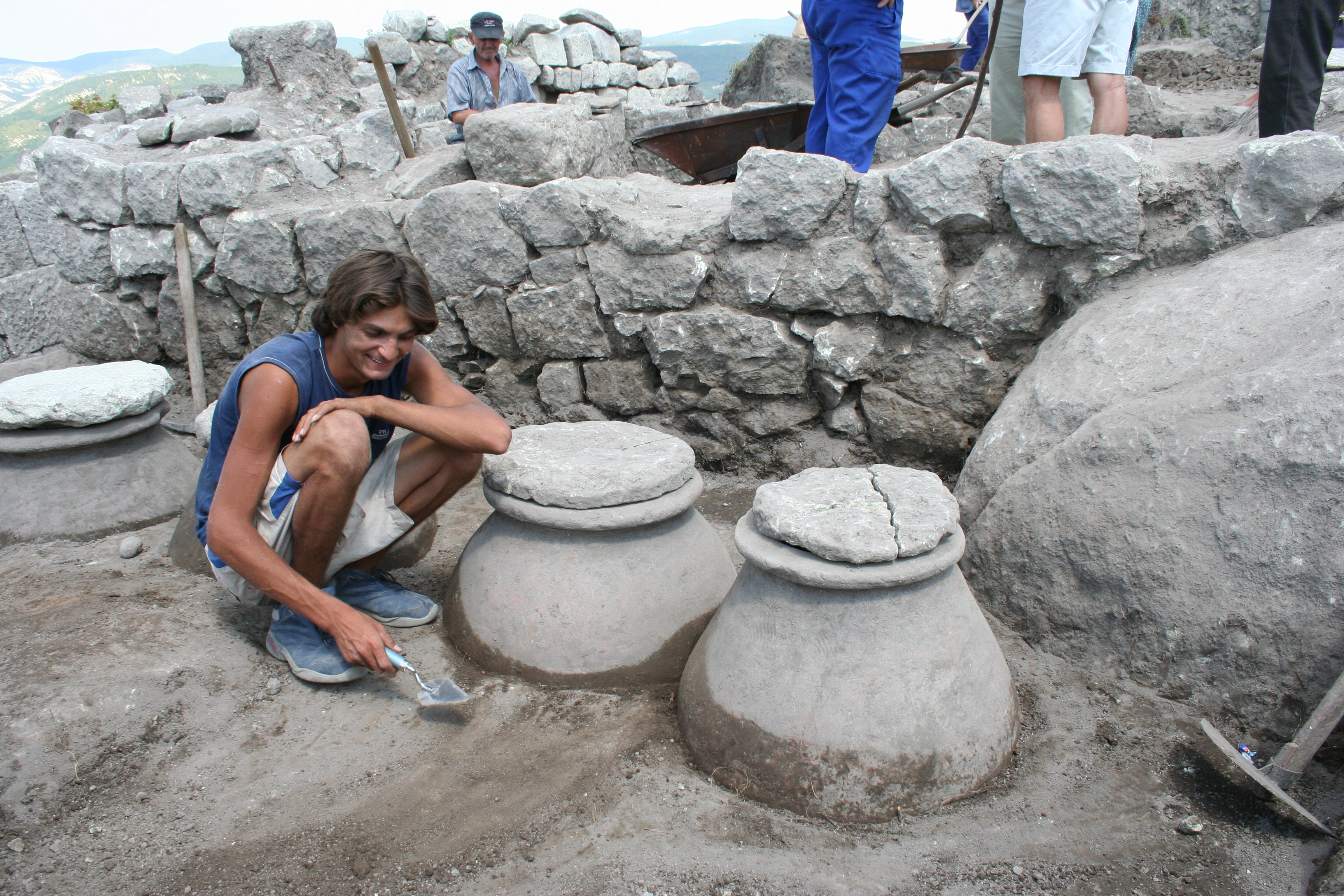
Archeologický průzkum
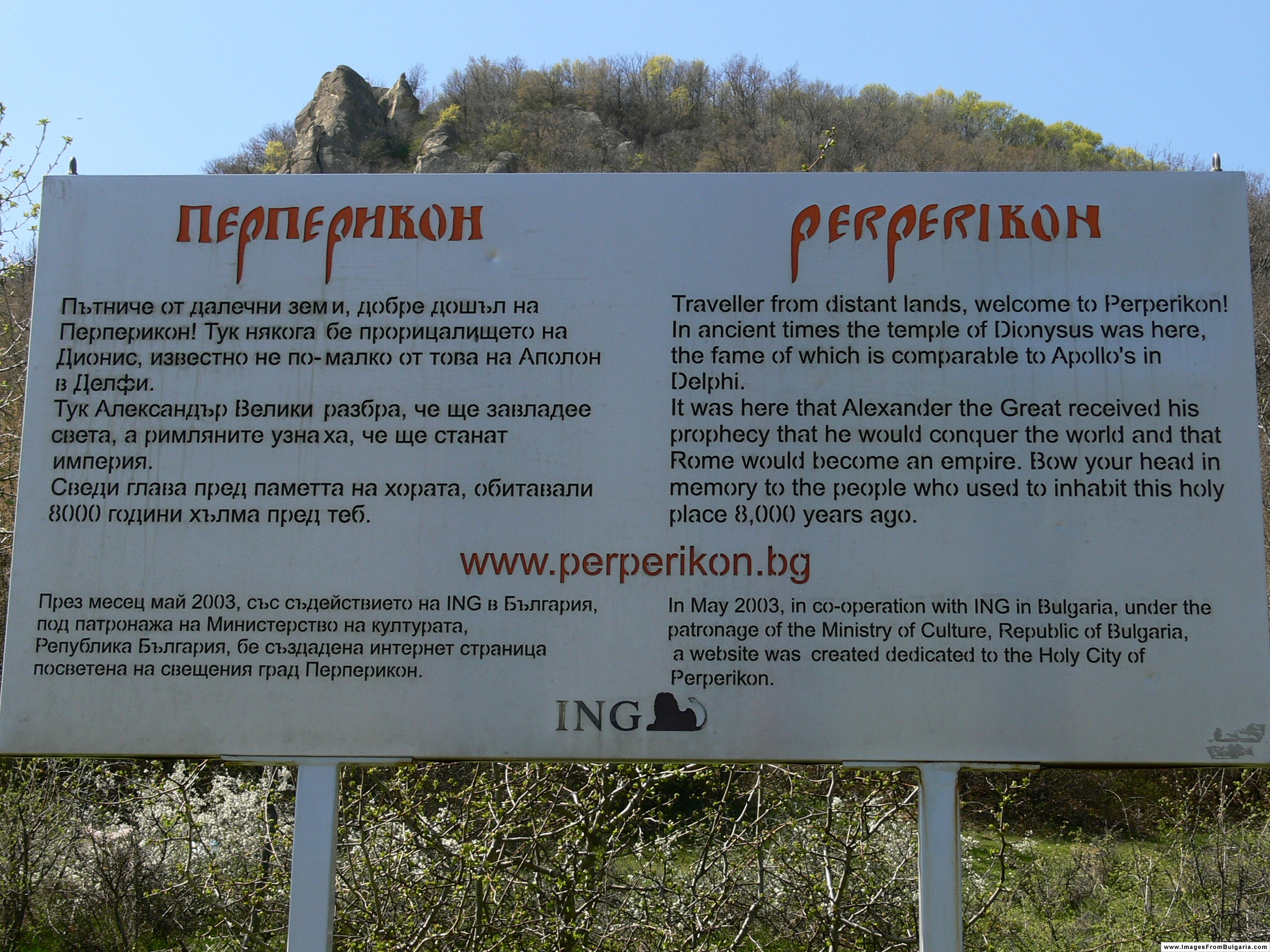
Informační tabule